# NGC 4085
NGC 4085 је спирална галаксија у сазвежђу Велики медвед која се налази на NGC листи објеката дубоког неба.
Деклинација објекта је + 50° 21' 12" а ректасцензија 12h 5m 22,4s. Привидна величина (магнитуда) објекта NGC 4085 износи 12,0 а фотографска магнитуда 12,7. Налази се на удаљености од 17,0000 милиона парсека од Сунца. NGC 4085 је још познат и под ознакама UGC 7075, MCG 9-20-86, CGCG 269-32, IRAS 12028+5037, PGC 38283.